# Zacisze (Łany)
Zacisze – osada wsi Łany w Polsce, położona w województwie świętokrzyskim, w powiecie jędrzejowskim, w gminie Wodzisław.
W latach 1975–1998 osada należała administracyjnie do województwa kieleckiego.